# NGC 3746
NGC 3746 је спирална галаксија у сазвежђу Лав која се налази на NGC листи објеката дубоког неба.
Деклинација објекта је + 22° 0' 35" а ректасцензија 11h 37m 43,6s. Привидна величина (магнитуда) објекта NGC 3746 износи 14,0 а фотографска магнитуда 14,8. NGC 3746 је још познат и под ознакама UGC 6597, MCG 4-28-5, CGCG 127-6, VV 282, ARP 320, HCG 57B, Copeland septet, PGC 35997.